# Выстрчил, Милош
Милош Выстрчил (чеш. Miloš Vystrčil; род. 10 августа 1960, Дачице, Чехословакия) — чешский государственный, политический, общественный деятель и педагог.
Председатель Сената Чехии с 19 февраля 2020 года. Является сенатором от 52-го избирательного округа (Йиглава). Является долголетним городским депутатом города Тельч, а также депутатом регионального собрания Края Высочина. В прошлом, был мэром Тельча и гетманом Края Высочина.

## Биография
Родился в Дачице. С детства живёт в городе Тельч. С 1975 по 1979 год обучался в гимназии имени Отокара Бржезины. После этого обучался на факультете естественных наук по специализации математики и физики в Масариковом университете в Брно. После прохождения повинной воинской службы стал преподавать математику в гимназии имени Отокара Бржезины, с 1992 по 1998 год был заместителем директора. С 2009 по 2021 год был преподавателем в высшей политехнической школе в Йиглаве.
Женат на Иване Выстричловой, имеет двух дочерей.

## Политическая деятельность

### Региональная политика
Во время Бархатной революции принимал участие в создании местного отделения Гражданского форума в Тельчи. Впервые стал депутатом городского собрания на муниципальных выборах в Чехословакии в 1990 году.
В 1991 году вступил в Гражданскую демократическую партию (ODS). После муниципальных выборов в 1998 году, был избран мэром Тельчи. На региональных выборах в 2000 году, был избран депутатом регионального собрания Края Высочина, а также первым заместителем гетмана края.
На региональных выборах в 2004 году был лидером избирательного списка ODS, после победы партии на выборах и формирования правящей коалиции с KDU-ČSL, был избран гетманом края. Однако в 2008 году, на выборах победила ČSSD, и на пост гетмана был избран Иржи Бегоунек.
Неоднократно переизбирался городским депутатом на муниципальных выборах в городское собрание Тельчи в 2002, 2006, 2010, 2014, 2018 и 2022.
Неоднократно переизбирался региональным депутатом на региональных выборах в региональное собрание Высочины в 2012, 2016 и 2020.

### Сенатор
На выборах в Сенат в 2010 году, был избран во втором туре сенатором от 52-го избирательного округа (Йиглава) и вступил в сенаторский клуб ODS.
В 2014 году на партийном конгрессе ODS был избран одним из заместителей председателя партии, что повторилось на партийных конгрессах в 2016, 2018 и в 2020 году. На партийном конгрессе в 2022 году уже не баллотировался в заместители председателя партии.
На выборах в Сенат в 2016 году, был переизбран во втором туре сенатором от 52-го избирательного округа (Йиглава). Кандидатуру также поддержали SNK ED, Партия свободных собственников и региональное движение STO. Вскоре после этого был избран председателем сенаторского клуба ODS, заменив на этом посту Ярослава Куберу.

### Председатель Сената
После неожиданной кончины председателя Сената и партийного коллеги Ярослава Куберы в январе 2020 года, на заседании 19 февраля, победил на выборах председателя кандидата сенаторского клуба Старосты и независимые и первого заместителя председателя Сената Иржи Ружечку. На выборах его поддержал сенаторские клубы ODS, KDU-ČSL, ANO 2011, ČSSD и SEN 21. После своего избрания, обозначил Сенат за: «Как конституционную гарантию, сторожевого пса исполнительной власти и якорь, обеспечивающий твердую позицию Чешской Республики».

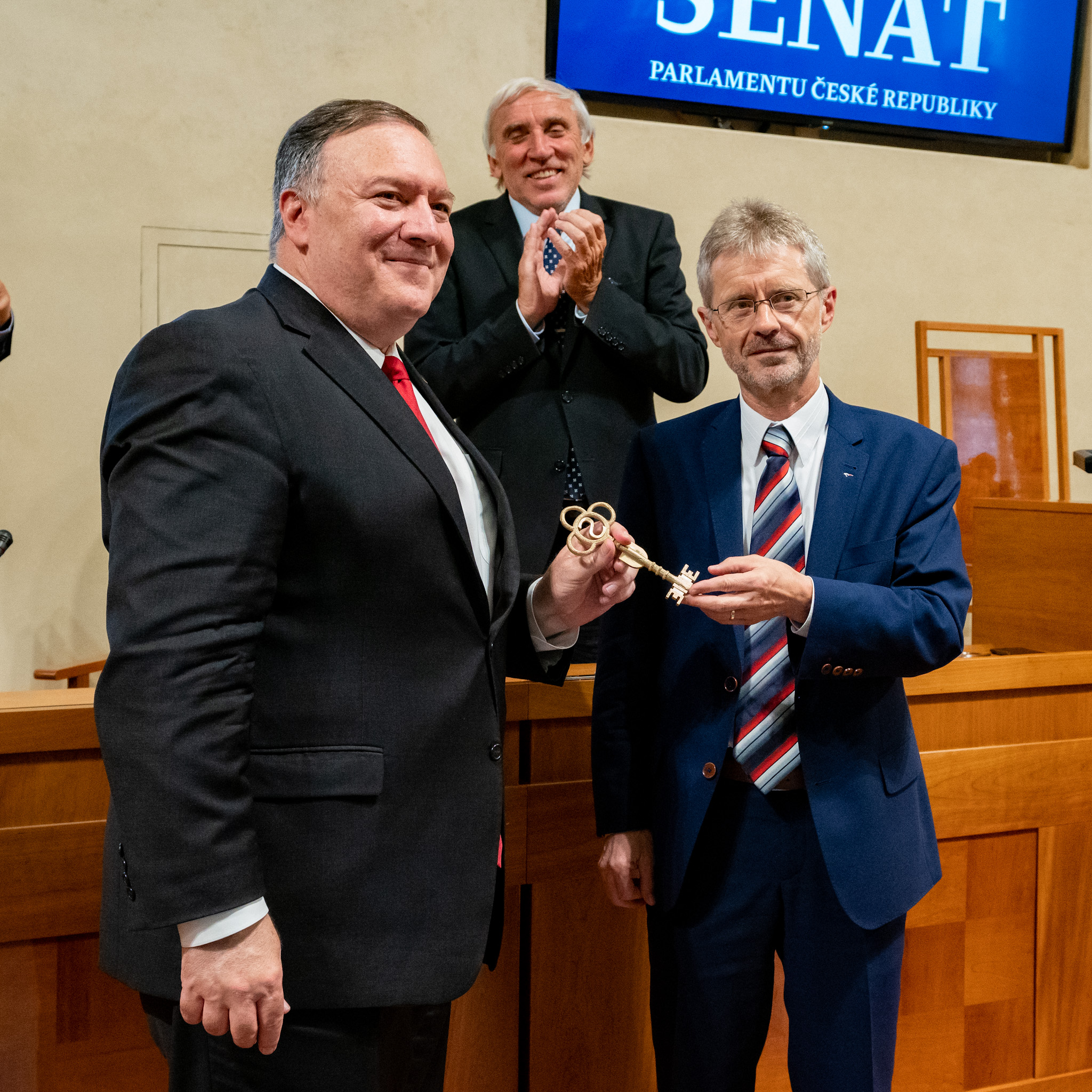
Госсекретарь США Майк Помпео на передачи символического ключа Сената

В августе 2020 года приветствовал госсекретаря США Майка Помпео, который выбрал Сенат Чехии главным местом для выступления во время визита в Центральную Европу.
В июне 2021 года пригласил лидера белорусской оппозиции Светлану Тихановскую в Чехию. По этому поводу он признал её легитимным президентом Беларуси, а Сенат оказал ей соответствующие дипломатическому протоколу почести. Во время визита в Прагу Светлана Тихановская, среди прочего, выступила на демонстрации на Староместской площади, которая была созвана для её поддержки, а также выступила с речью в Сенате. Она также встретилась с президентом Милошем Земаном и премьер-министром Андреем Бабишем.
В октябре 2021 года запросил официальную информацию, у Центрального военного госпиталя в Праге, о состоянии здоровья президента Милоша Земана, который в то время был госпитализирован, а президентская канцелярия отказывалась поделиться информацией о состоянии его здоровья с общественностью и политиками. Госпиталь официально проинформировал председателя Сената, что Милош Земан не может выполнять свои рабочие обязанности, поэтому Выстрчил как председатель Сената заявил, что если состояние здоровья президента не улучшится, необходимо будет приступить к исполнению статьи 66 Конституции Чешской Республики. В статье указывается, что в случае недееспособности президента, или вакантности поста президента, его полномочия переходят частично к премьер-министру и частично к председателю Палаты депутатов. В связи с улучшением состояния президента, подготовка к введению в действие статьи 66 была прекращена.
Во время празднования годовщины Бархатной революции в ноябре 2021 года, пригласил в Прагу президента Словакии Зузану Чапутову, которую наградил по этому случаю Серебряной медалью Председателя Сената.
В 2020—2021 годах в СМИ начались спекуляции о его возможной кандидатуре в президенты. Поначалу он не исключал кандидатуру на президентских выборах в 2023 году, но после изменения стратегии коалиции «SPOLU» в октябре 2022 года и поддержки трёх независимых кандидатов это стало бессмысленным.
На выборах в Сенат в сентябре 2022 года, был переизбран во втором туре сенатором от 52-го избирательного округа (Йиглава).

#### Поездка на Тайвань
В январе 2020 года объявил, что рассмотрит возможность официального визита на Тайвань (намерение, которое ранее выражал его предшественник Ярослав Кубера, из-за чего был подвергнут решительной критике со стороны президента Земана и посла КНР в Чехии). Окончательное решение о поездке было принято в июне 2020 года. Китайская Народная Республика рассматривала поездку на Тайвань как открытую поддержку сепаратистских сил, а также нарушение суверенитета и территориальной целостности государства, подрывая политику одного Китая. В ответ на это, Выстрчил заявил, что покоренная нация не побеждает и обречена на плохой конец, и что: «Либо мы будем придерживаться своих ценностей и принципов, либо будем считать гроши. Если я поеду на Тайвань, я то я склоняюсь к тому, чтобы придерживаться наших принципов и ценностей и перестать считать гроши, потому что однажды мы можем обнаружить, что у нас их нет» (чеш. Buď budeme držet své hodnoty a principy, nebo budeme počítat groše. Pokud pojedu na Tchaj-wan, tak se přikláním k tomu, abychom dodržovali své principy a hodnoty a přestali počítat groše, protože jednou bychom mohli zjistit, že žádné nemáme).
Министр иностранных дел Томаш Петршичек предостерёг от поездки на Тайвань, а госсекретарь Майл Помпео данную поездку поддержал.

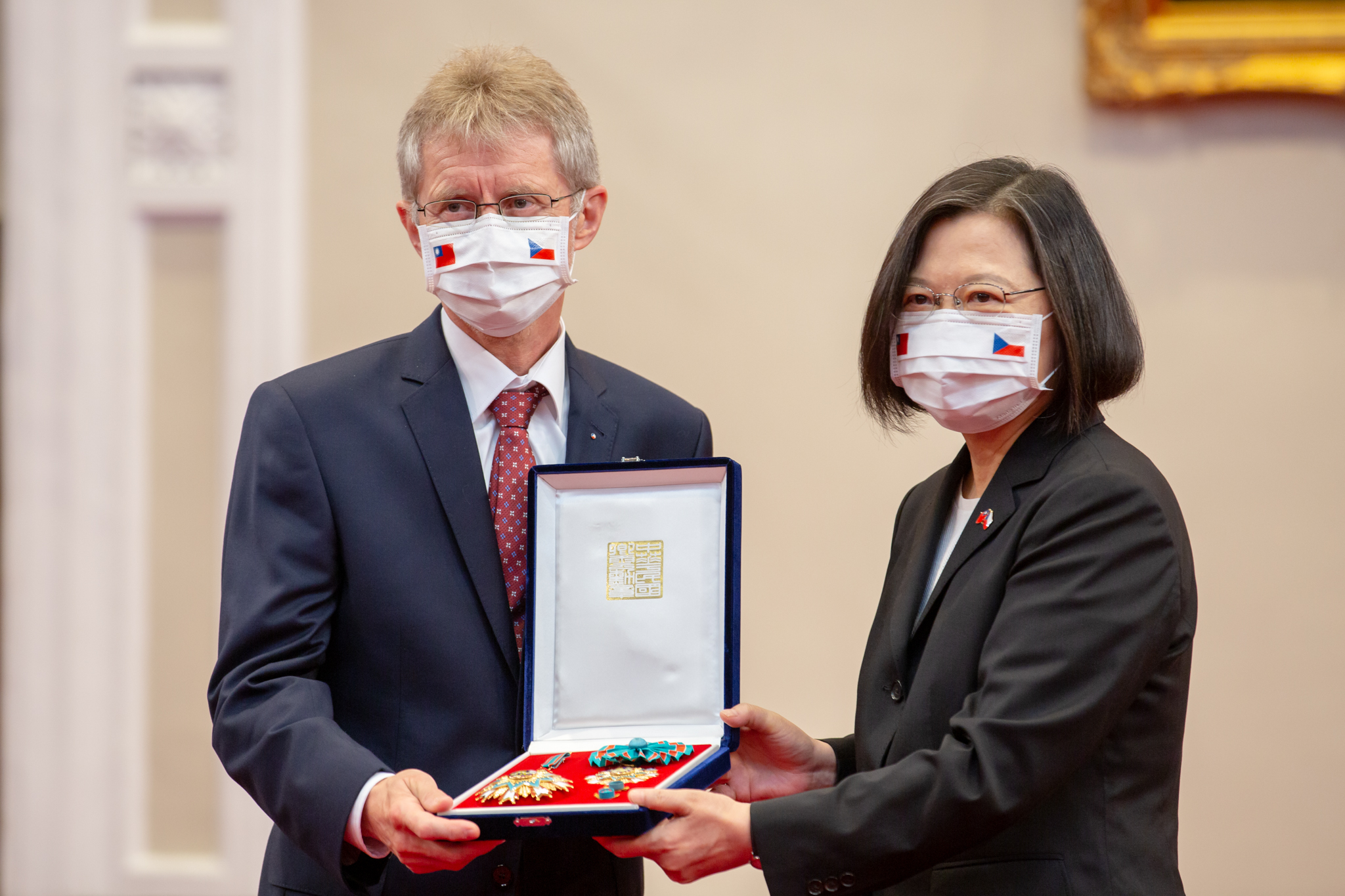
Президент Тайваня передаёт Орден Благожелательных облаков, которого был удостоен Ярослав Кубера

Во время поездки на Тайвань, встретился с президентом Тайваня Цай Инвэнь, причисляемым к противникам сближения с материковым Китаем, министром иностранных дел Тайваня Джозефом Ву, премьер-министром Су Чжэньчаном, спикером парламента Ю Сикунем, а также представителями бизнеса и академических кругов. Спикер парламента Ю Сикунь наградил Милоша Выстрчила почётной медалью за парламентскую дипломатию. Выстрчил был первым иностранным высшим государственным лицом, выступившим с речью за все 45 лет работы Законодательного Юаня. В завершении своей речи, он напомнил знаменитую фразу американского президента Джона Кеннеди, в котором он заявил на чешском и китайском языках: «Я — тайванец».
В ответ на визит чешской делегации, министр иностранных дел Китая Ван И заявил, что Выстрчил пересек красную линию и заплатит «высокую цену». В ответ на это заявление Германия, Франция и президент Словакии Зузана Чапутова встали на защиту Выстрчила и Чешской Республики.
Президент Милош Земан и премьер-министр Андрей Бабиш также раскритиковали поездку делегации Сената. Однако действия Выстрчила поддержала тогдашняя парламентская оппозиция, а именно ODS, Чешская пиратская партия, KDU-ČSL, TOP 09, STAN, частично и правящая ČSSD. Его также поддержала вице-председатель Европейской комиссии Вера Йоурова, бывший министр иностранных дел Карел Шварценберг, жена покойного председателя Сената Ярослава Куберы, Вера Куберова, а также чешские евродепутаты Александр Вондра, Иржи Поспишил, Людек Нидермайер, Томаш Здеховский, Микулаш Пекса и гетман Высочины Иржи Бегоунек, который заявил, что Выстрчил честный и трудолюбивый человек, который не ехал бы куда-нибудь, лишь бы стать популярнее. В видеоролике с участием известных чешских деятелей искусства Выстрчила поддержала певица Марта Кубишова и иные певцы, актёры и режиссёры.

## Награды
- Орден князя Ярослава Мудрого II степени (14 апреля 2023, Украина) — за выдающиеся личные заслуги в укреплении украинско-чешского межгосударственного сотрудничества, поддержку государственного суверенитета и территориальной целостности Украины[43]
- Большой крест ордена Звезды Румынии (13 сентября 2024, Румыния)[44]